# Traian Ștefureac
Traian Ștefureac (n. 18 aprilie 1908, Câmpulung Moldovenesc, județul Suceava – d. 4 octombrie 1986, București), a fost un botanist român, profesor universitar, inițiator al școlii românești de briologie.

## Distincții
- Ordinul „Steaua Republicii Populare Romîne” clasa a IV-a (13 octombrie 1964) „cu prilejul aniversarii a 100 de ani de la înființarea Universității din București, pentru activitate îndelungată, contribuție în dezvoltarea științei și merite deosebite în dezvoltarea învățămîntului superior”[1]